# Lipowa Góra Wschodnia
Lipowa Góra Wschodnia (deutsch Lindenberg (Ostteil)) ist ein Dorf in der polnischen Woiwodschaft Ermland-Masuren. Es gehört zur Gmina Szczytno (Landgemeinde Ortelsburg) im Powiat Szczycieński (Kreis Ortelsburg).

## Geographische Lage
Lipowa Góra Wschodnia liegt in der südlichen Mitte der Woiwodschaft Ermland-Masuren, drei Kilometer nordöstlich der Kreisstadt Szczytno (deutsch Ortelsburg). Zwei Kilometer westlich und nur durch die Nordspitze der Stadt Szczytno getrennt liegt Lipowa Góra Zachodnia (Lindenberg – Westteil).

## Geschichte
Das einstige Lindenberg wurde 1857 gegründet und bestand aus einem großen Hof. Im Jahre 1905 zählte der Ort 19 Einwohner in vier Wohnstätten. Bis 1913 war er ein Wohnplatz von Beutnerdorf (polnisch Bartna Strona) im ostpreußischen Kreis Ortelsburg. Am 1. Juli 1913 wurde Beutnerdorf mit all seinen Ortschaften in die Stadtgemeinde Ortelsburg (polnisch Szczytno) eingemeindet.
Lindenberg wurde 1945 in Kriegsfolge mit dem gesamten südlichen Ostpreußen an Polen überstellt und erhielt die polnische Namensform „Lipowa Góra“. Im Zuge struktureller Reformen wurde der Ort in die beiden Hälften „Wschodnia“ (= „Ost“) und „Zachodnia“ (= „West“) geteilt, die beide heute ein jeweils selbständiges Dorf bilden und jeweils Sitz eines Schulzenamtes (polnisch Sołectwo) sind. Lipowa Góra Wschodnia ist somit heuze eine Ortschaft im Verbund der Landgemeinde Szczytno (Ortelsburg) im Powiat Szczycieński (Kreis Ortelsburg), bis 1998 der Woiwodschaft Olsztyn, seither der Woiwodschaft Ermland-Masuren zugehörig. Im Jahre 2011 zählte das Dorf 377 Einwohner.

## Kirche
Als Ortschaft der Stadt Ortelsburg war Lindenberg vor 1945 sowohl in die evangelische Kirche Ortelsburg in der Kirchenprovinz Ostpreußen der Kirche der Altpreußischen Union als auch in die römisch-katholische Kirche Ortelsburg im damaligen Bistum Ermland eingepfarrt. Der kirchliche Bezug zur Kreisstadt ist bis heute geblieben: zur evangelischen Pfarrei Szczytno in der Diözese Masuren der Evangelisch-Augsburgischen Kirche in Polen bzw. zur katholischen Pfarrei Szczytno im jetzigen Erzbistum Ermland.

## Verkehr
Lipowa Góra Wschodnia ist von der Landesstraße 58 in der Stadt Szczytno aus über Nebenstraßen zu erreichen. Die nächste Bahnstation ist Szczytno außerdem.